# Route 37 (Islande)
Pour les articles homonymes, voir Route 37.
La Route 37 (Þjóðvegur 37) ou Laugarvatnsvegur est une route islandaise reliant Laugarvatn à la Route 35.

## Trajet
- Route 35
- Laugarvatn
  -  -  vers Þingvellir
- Route 35